# La Grosse Pagaille
Pour plus de détails, voir Fiche technique et Distribution.
La grosse pagaille (titre italien : La feldmarescialla) est un film franco-italien réalisé par Steno, sorti en 1967.
Cette comédie est un film musical, qui se rattache au genre « musicarello », à la mode en Italie dans les années 1960.

## Synopsis
En juillet 1944, le nord de l'Italie est occupé par les Allemands. Un aviateur américain dont l'avion a été abattu est caché à Florence par la jolie et fantasque Rita, avec l'aide d'un inventeur distrait, Fineschi, dont elle est amoureuse. À eux trois, ils vont traverser la Toscane, déguisés en officiers allemands, poursuivis par le capitaine Vogel, en réalité mélomane et pacifiste, et ils finiront tous par rejoindre les lignes américaines. Vingt ans plus tard, ils ont fait fortune grâce à l'invention de Fineschi, qui a épousé Rita.

## Fiche technique
- Titre italien : La feldmarescialla
- Titre français : La grosse pagaille
- Réalisation : Steno
- Scénario : Castellano et Pipolo
- Photographie : Riccardo Pallottini
- Musique : Berto Pisano
- Production : Edmondo Amati (en)
- Pays d'origine :  Italie |  France
- Format : Couleur
- Genre : Comédie
- Durée : 110 minutes
- Dates de sortie : 1967

## Distribution
- Rita Pavone : Rita
- Mario Girotti (Terence Hill) (VF : Pierre Vernier) : Professeur Giuliano Fineschi
- Francis Blanche : Capitaine Hans Vogel
- Teddy Reno : Le prêtre
- Giampiero Littera : Michele, le serveur
- Aroldo Tieri (VF : Edmond Bernard) : Major Kurt von Braun
- Jess Hahn : Major Peter Hawkins
- Michel Modo : Ordonnance de Vogel
- Mimmo Poli : soldat allemand
- Giovanni Cianfriglia : soldat allemand